# Лурье, Софья Ефимовна
Со́фья Ефи́мовна Лурье́ (в замужестве Сара Эпштейн, 1858, Минск, Российская империя — 1895) — переводчица, корреспондентка Ф. М. Достоевского; мать физика Павла Зигмундовича Эпштейна; тётя психиатра и психотерапевта Владимира Самуиловича Элиасберга (1896—1969).

## Биография
Родилась в еврейской семье. Отец был управляющим городского филиала банкирского дома Иделя Самуиловича и Самуила Давидовича Лурье в Минске. Училась на женских педагогических курсах.

## Переписка с Ф. М. Достоевским
Софья Лурье вела переписку с русским писателем с апреля 1876 года по ноябрь 1877 года. Её первое письмо Достоевскому не сохранилось: из 10-ти известных писем в архивах хранится 9.
В «Дневнике писателя» Достоевский относит время знакомства с Лурье к зиме 1876 года, в то время как это могло произойти только после письменного приглашения нанести ему визит от 16 апреля 1876 года. По мнению С. А. Ипатовой, писатель ошибочно датирует личное знакомство с Лурье, которое, скорее всего, состоялось в конце апреля 1876 года.
29 июня 1876 года Лурье посетила писателя, когда он работал над статьёй о восточном вопросе. Девушка из Минска сообщила о решении ехать в Сербию сестрой милосердия, чтобы «ходить за ранеными». Эту встречу с Лурье Достоевский описал в последней главе «Опять о женщинах» в выпуске «Дневника писателя» за июнь 1876 года. Характер Софьи Лурье напоминал Достоевскому характер девушек, описанных Жорж Санд:

В начале этого «Дневника», в статье о Жорж Занде я написал несколько слов о её характерах девушек, которые мне особенно нравились в повестях её первого, самого раннего периода. Ну, вот это именно вроде тех девушек, тут именно тот же самый прямой, честный, но неопытный юный женский характер, с тем гордым целомудрием, которое не боится и не может быть загрязнено даже от соприкосновения с пороком. Тут потребность жертвы, дела, будто бы от неё именно ожидаемого, и убеждение, что нужно и должно начать самой, первой, и безо всяких отговорок, всё то хорошее, чего ждешь и чего требуешь от других людей, — убеждение в высшей степени верное и нравственное, но, увы, всего чаще свойственное лишь отроческой чистоте и невинности. А главное, повторю это, тут одно дело и для дела и ни малейшего тщеславия, ни малейшего самомнения и самоупоения собственным подвигом, — что, напротив, очень часто видим в современных молодых людях, даже ещё только в подростках.
— Достоевский Ф. М. «Дневник писателя». 1876 год. Июнь. Опять о женщинах
Поездке в Сербию воспрепятствовал отец Лурье и ряд иных причин.
В письме Достоевскому от 13 февраля 1877 года Лурье описала похороны доктора Гинденбурга в Минске. Писатель использовал этот текст при написании разделов Похороны «Общечеловека» и Единичный случай третьей главы «Дневника писателя» за март 1877 года. Возможный путь по решению еврейского вопроса Достоевский видел в отношении евреев Минска к врачу-немцу, «общечеловеку», лечившему еврейских бедняков — это был пример того, что любовь и служение людям могут объединить народы.
В мае 1877 года Софья Лурье отослала Достоевскому начало перевода на французский язык повести «Кроткая». Отзыв писателя и дальнейшая судьба этого перевода неизвестны.
Переписка между Достоевским и Софьей Лурье прекратилась в 1877 году.
Сохранилось три ответных письма Достоевского С. Е. Лурье — от 16 апреля 1876 года и от 11 марта и 17 апреля 1877 года.
С. Е. Лурье ошибочно фигурирует вместо другой еврейской корреспондентки Достоевского, петербургского врача Т. В. Брауде, в комментариях к полному собранию сочинений в 30-ти томах (Л. 1972—1990) и собранию сочинений в 15-ти томах Ф. М. Достоевского к фразе «пишет мне одна <…> благороднейшая и образованная еврейская девушка». На эту ошибку указывает комментарий к письму Достоевского А. Г. Ковнеру от 14 февраля 1877 года в полном собрании сочинений в 30-ти томах (том 29, книга 2).
М. Д. Шраер отметил: «История отношений Достоевского и Софьи Лурье заслуживает отдельного исследования».

## Семья
- Муж — Зигмунд Симон Эпштейн, коммерсант.
  - Сын — Павел Зигмундович Эпштейн (1883—1966).